# Peder Pedersen
|  | No s'ha de confondre amb Peder Larsen Pedersen. |

Peder Pedersen (Nørre Nærå, Otterup, municipi de Nordfyn, 3 de novembre de 1945 - 9 de gener de 2015) va ser un ciclista danès, que va córrer entre mitjans dels anys 60 i finals dels 70 del segle xx. Es dedicà principalment al ciclisme en pista.
Durant la seva carrera esportiva va prendre part en tres Jocs Olímpics. Va aconseguir guanyar la medalla d'or als Jocs de 1968, a Ciutat de Mèxic, encara que només va participar en les rondes classificatòries.
Va aconseguir també cinc medalles als Campionats del Món en pista, una d'elles d'or en Velocitat.
Un cop retirat va ser seleccionador nacional de 1977 a 1992, i president de la Federació danesa de ciclisme de 1991 a 2005.

## Palmarès
- 1964
  -  Campió de Dinamarca amateur de Velocitat
- 1965
  -  Campió de Dinamarca amateur de Velocitat
- 1968
  -  Medalla d'or a la prova de persecució per equips dels Jocs Olímpics de Mèxic de 1968, amb Per Lyngemark, Gunnar Asmussen, Reno Olsen i Mogens Frey Jensen
  -  Campió de Dinamarca de persecució per equips, amb Mogens Frey, Per Lyngemark i Reno Olsen
- 1969
  -  Campió de Dinamarca amateur de Velocitat
- 1970
  -  Campió de Dinamarca amateur de Velocitat
- 1971
  -  Campió de Dinamarca amateur de Velocitat
  -  Campió de Dinamarca amateur en Quilòmetre
- 1972
  -  Campió de Dinamarca amateur de Velocitat
- 1973
  -  Campió de Dinamarca amateur de Velocitat
  -  Campió de Dinamarca amateur en Quilòmetre
- 1975
  -  Campió del món de velocitat
  - Campió d'Europa en Velocitat
- 1977
  -  Campió de Dinamarca de Velocitat